# William Nicholson (kemist)

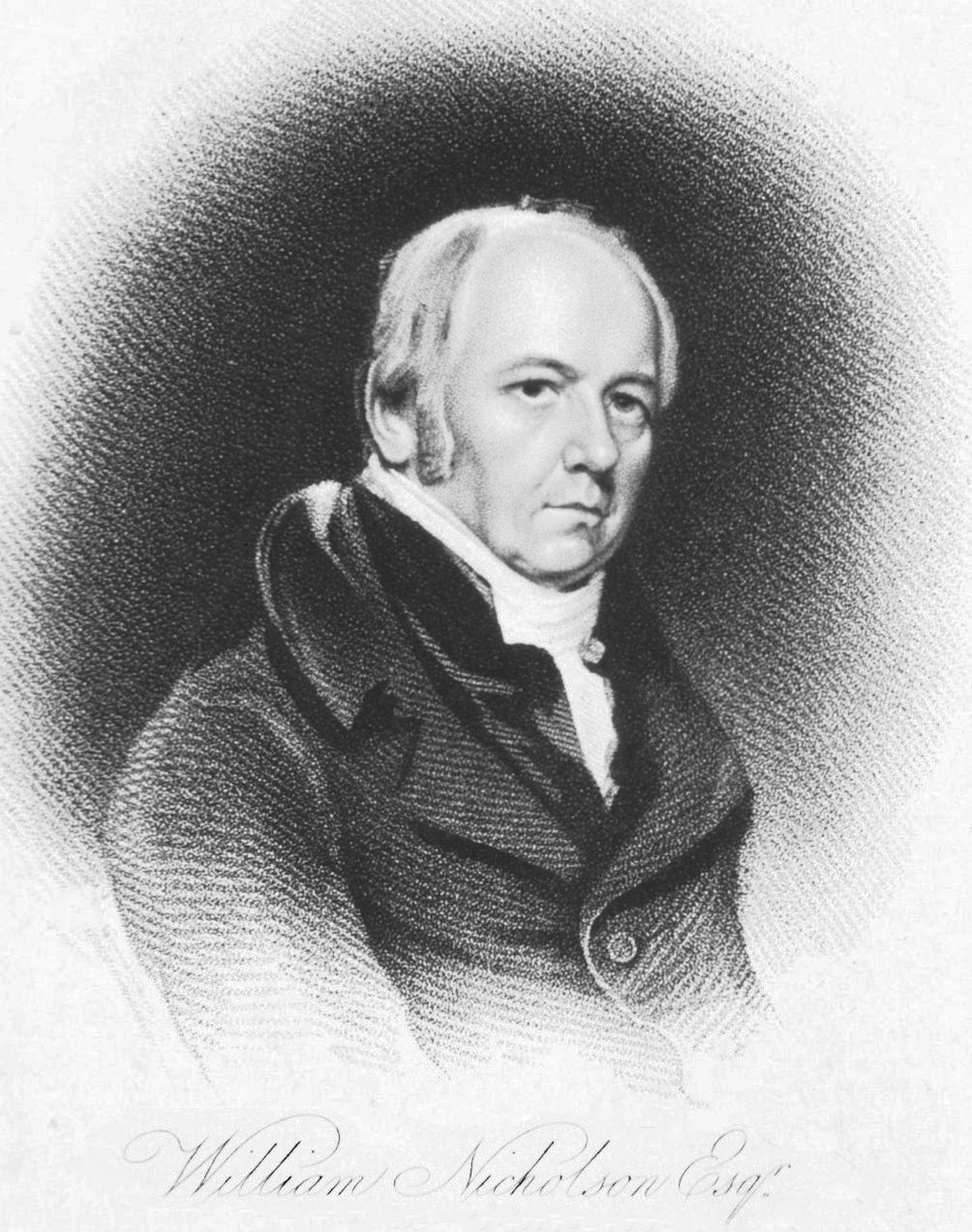
William Nicholson

William Nicholson, född 13 december 1753, död 21 maj 1815, var en engelsk fysiker, kemist, journalist, översättare och utgivare.

## Biografi
Nicholson konstruerade 1787 en areometer som bär hans namn, undersökte tillsammans med Anthony Carlisle voltastapelns kemiska verkningar, varvid de 1800 upptäckte, att den galvaniska strömmen sönderdelar vatten i syrgas och vätgas. Nicholson utgav Introduction to natural and experimental philosophy (1781), First principles of chemistry (1789), Dictionary of chemistry (1795) och Journal of natural philosophy, chemistry and the arts (1796–1801, 1802–1813).